# UTC+04:30

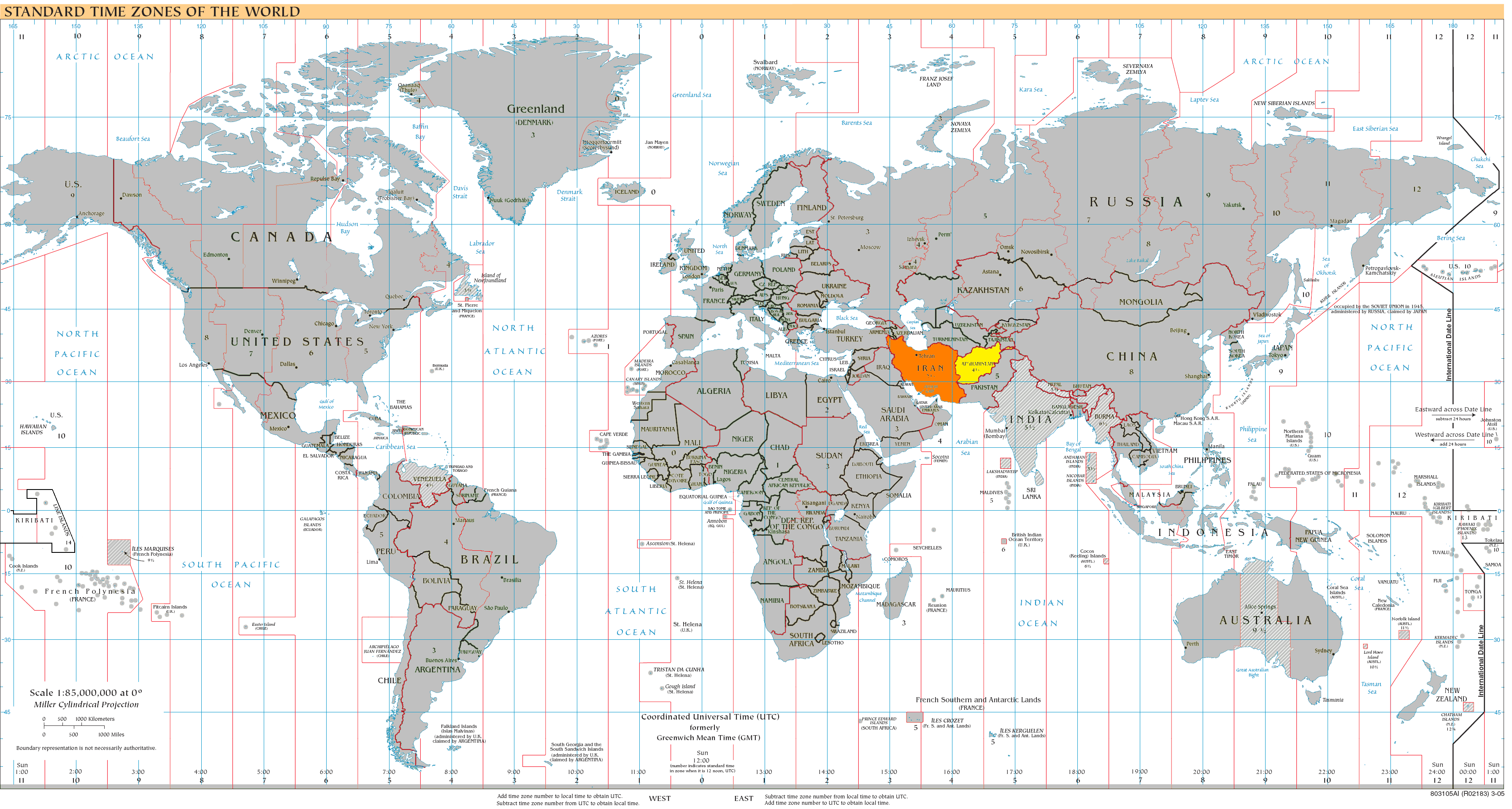
území, kde čas UTC+4½ platí celoročně
území, kde čas UTC+4½ platí sezónně v zimním období
území, kde čas UTC+4½ platí sezónně v letním období
území, kde čas UTC+4½ neplatí
mořské plochy spadající do pásma UTC+4½
mořské plochy nespadající do pásma UTC+4½
Poznámka: Stav k roku 2008

UTC+04:30 je zkratka a identifikátor časového posunu o +4½ hodiny oproti koordinovanému světovému času. Tato zkratka je všeobecně užívána.
Výjimečně lze nalézt zkratku D* nebo D'.
Zkratka se často chápe ve významu časového pásma s tímto časovým posunem. Tento čas je neobvyklý a jeho řídícím poledníkem je 67°30′ východní délky; pásmo by teoreticky mělo rozsah mezi 60° a 75° východní délky.

## Jiná pojmenování
| zkratka | česky | anglicky           | poznámka | odkaz |
| AFT     | -     | Afghanistan Time   |          | [ 4 ] |
| IRDT    | -     | Iran Daylight Time |          | [ 5 ] |

## Úředně stanovený čas
Čas UTC+04:30 je používán na následujících územích:

### Celoročně platný čas
- Afghánistán — standardní čas[p 7] platný v tomto státě